# Simon Makienok
Simon Makienok Christoffersen, född 21 november 1990, är en dansk fotbollsspelare som spelar för Hvidovre IF.

## Klubbkarriär
Den 29 augusti 2020 värvades Makienok av tyska FC St. Pauli, där han skrev på ett tvåårskontrakt. Den 31 augusti 2022 värvades Makienok av AC Horsens, där han skrev på ett ettårskontrakt.
Den 26 augusti 2023 värvades Makienok av nyuppflyttade Superligaen-klubben Hvidovre IF.

## Landslagskarriär
Makienok debuterade för Danmarks landslag den 22 mars 2013 i en 3–0-vinst över Tjeckien, där han byttes in i den 85:e minuten mot Andreas Cornelius.